# Severn (Ontario)
Severn es un municipio canadiense situado en la provincia de Ontario.

## Superficie
Severn tiene una superficie de 523,06 km².

## Demografía
En 2021, tenía 14 576 habitantes, una densidad poblacional de 27,9 hab./km², y 7073 viviendas.